# Eumops underwoodi
Eumops underwoodi é uma espécie de morcego da família Molossidae. Pode ser encontrada nos Estados Unidos da América, México, Belize, Guatemala, El Salvador, Honduras, Nicarágua e Costa Rica.